# Tetramorium aegeum
Tetramorium aegeum (лат.) — вид мелких муравьёв рода Tetramorium из подсемейства Myrmicinae. Редкий вид, включён в Красную книгу Армении.

## Распространение
Кавказ: Азербайджан (Талыш), Армения (Сюникская область, окрестности города Мегри и села Легваз).

## Описание
Мелкие мирмициновые муравьи (длина около 2 мм), основная окраска желтовато-коричневая. Голова немного длиннее своей ширины (CL/CW = 1,03 — 1,06). Усики 12-члениковые (у самцов из 13 сегментов) с булавой из 3 сегментов, скапус короткий. Стебелёк между грудкой и брюшком состоит из двух члеников: петиолюса и постпетиолюса (последний четко отделен от брюшка), узелок петиоля округлый. Жало развито. Проподеальные шипики заднегрудки очень короткие. Глаза сравнительно крупного размера. Скапус усика относительно длинный, но не достигает затылочного края головы. Голова, жвалы, грудка, петиолюс и постпетиолюс, брюшко в основном гладкие и блестящие.
Муравейники в земле под камнями. Крылатые половые особи (самки и самцы) обнаружены в июне.

## Систематика
Tetramorium aegeum включён в состав видового комплекса Tetramorium ferox species-complex. Видовое название этого таксона имеет сложную и запутанную историю. Современное название Tetramorium aegeum был впервые предложено в 1992 году украинским мирмекологом Александром Радченко (Киев) для замены преоккупированного имени Tetramorium inerme subsp. laevigatum Arnol'di, 1948, которое уже оказалось занято старым таксоном Tetramorium laevigatum Mayr, 1901 (последний вид описан из Африки). Советский энтомолог К. В. Арнольди первым исправил невалидное написание имени Tetramorium caespitum subsp. ferox var. levigata  Karavaiev, 1926, ранее предложенное зоологом В. А. Караваевым (Киев), обозначив его в 1948 году как подвид Tetramorium inerme subsp. laevigatum Arnol'di, 1948, которое стало первым замещающим именем. Было и ещё одно имя для замены, которое предложил итальянский мирмеколог Ч. Барони Урбани (Tetramorium aequa Baroni Urbani, 1971), но и оно оказалось невалидным. Окончательно современное имя было закреплено в 1995 году крупнейшим британским мирмекологом Барри Болтоном в его каталоге муравьёв мировой фауны «A new general catalogue of the ants of the world».